# Râul Trapezia
Râul Trapezia este un curs de apă, afluent al râului Nemțișor. Valea râului Trapezia este principala cale de acces spre Rezervația de Zimbri Dragoș-Vodă din Parcul Natural Vânători-Neamț

## Hărți
- Harta Parcului Vânători-Neamț